# Mathilde Norholt
Mathilde Norholt (født 23. marts 1983 på Frederiksberg) er en dansk autodidakt skuespillerinde. Hun læser til multimediedesigner ved siden af sine skuespilaktiviteter.

## Privatliv
Mathilde Norholt er datter af skuespillerne Kirsten Norholt og Flemming Sørensen.
Hun dannede par med Kristian Errebo Krantz. Den 22. juni 2017, offentliggjorde hun, at parret ventede deres første barn. Deres datter blev født den 26. juni 2017.
Parret meddelte i december 2019, at de gik fra hinanden.

## Filmografi

### Film
| År   | Titel                 | Rolle           | Noter |
| ---- | --------------------- | --------------- | ----- |
| 1994 | Snøvsen Ta'r Springet | Pernille Blomme |       |
| 2006 | Offscreen             | Mathilde        |       |
| 2007 | Hvid nat              | Saras veninde   |       |
| 2009 | Sorte Kugler          | Nadja           |       |
| 2011 | Chloe Likes Olivia    | Olivia          |       |
| 2018 | Månebrand             |                 |       |

### Tv-serier
- Klovn, afsnit 20 (2005) – Blafferpige #1
- 2900 Happiness, afsnit 70-74, 78-79, 83-84, 87-88, 92, 95-96, 100, 103, 105-109, 111-114, 116-119, 123-126, 130, 132-136 og 141 (2008-2009) – Silke
- Kristian, sæson 1 – Sofie, sæson 2 – Pernille/Carla
- Lykke - Maja
- Jul i Kommunen - Klara Kastrup
- Forbandet (svensk: Svartsjön, 2016)

### Musikvideoer
- Rest from the Streets - A Friend in London FT. Carly Rae Jepsen - Videoens kvindelige indhold[4]